# Resistance 3
Resistance 3 è uno sparatutto in prima persona di fantascienza sviluppato da Insomniac Games. Il gioco è il terzo e ultimo capitolo della serie Resistance, ed è il seguito di Resistance 2.
Negli Stati Uniti d'America è stato commercializzato a partire dal 6 settembre 2011, in Italia e nel resto dell'Unione europea dal 7 settembre e infine nel Regno Unito dal 9 settembre.

## Trama
Sono passati quattro anni dagli avvenimenti di Resistance 2: in seguito della morte di Nathan Hale, ormai divenuto un Chimera, per mano del suo sottoposto Joseph Capelli, il dottor Malikov è riuscito ad ottenere dal sangue del protagonista del precedente capitolo un siero in grado di curare una volta per tutte il virus Chimera. In virtù di questa scoperta, tutti i soldati della SRPA, l'organizzazione segreta di umani infettati dell'esercito statunitense di cui Hale e Capelli facevano parte, vengono curati e riportati alla condizione umana. Comunque, per il caporale Capelli non c'è più posto nelle forze armate, a causa del suo gesto estremo nei confronti del suo superiore, e, perciò, viene congedato con disonore dall'esercito. Capelli è ora costretto a vagare per gli Stati Uniti devastati dai Chimera. In seguito, si unirà alla resistenza irregolare di umani sopravvissuti all'invasione, al cui interno troverà e sposerà Susan Farley, sorellastra di Hale, la quale gli darà un figlio: il piccolo Jack. Insieme, vivono una vita relativamente felice all'interno di una comunità di superstiti all'invasione ad Haven, un piccolo paesino in rovina nello stato dell'Oklahoma in cui gli abitanti sono costretti a nascondersi sottoterra dalle squadre d'assalto Chimera.
Tutto fila liscio per quattro anni, fino a quando il dottor Malikov va da Joe per convincerlo ad intraprendere un lungo e pericoloso viaggio attraverso gli Stati Uniti per raggiungere New York; i pericoli sono numerosi, ma un tale viaggio, tanto folle quanto pericoloso, potrebbe però far cambiare l'esito del conflitto...

### Haven (OK)
9 agosto 1957. Dopo una breve parte che funge da tutorial, la città viene attaccata dall'esercito Chimera, e Joseph partecipa alla battaglia per difenderla. Durante lo scontro, vede nel cielo una nuova macchina da guerra Chimera, un Terraformante, un'arma satellitare in grado di distruggere tutto ciò che si trova nell'area d'azione del suo raggio energetico. Tornato alla base, trova Malikov, giunto fin lì per chiedere il suo aiuto: l'esplosione nucleare che distrusse la flotta Chimera alla fine del gioco precedente aveva creato un picco d'energia nella rete di torri dei Chimera, attivando un passaggio spaziotemporale sopra la torre di New York. Questa torre genera anche un innaturale raffreddamento del pianeta, che porterà all'estinzione degli umani rimasti; per questo, il dottore ha bisogno che Joe lo porti a New York per fargli disattivare la torre. Joe, in principio, gli è ostile, ma poi viene convinto dalla moglie a partire, almeno per garantire un futuro al figlio.
Dopo aver osservato da lontano la distruzione della sua città, Capelli e Malikov prendono un vecchio peschereccio e risalgono il Mississippi. Dopo due giorni di viaggio, vengono attaccati prima da Chimera selvaggi, poi da Chimera militari ed infine da un Golia, che li costringe ad approdare a St. Louis.

### St. Louis (MO)
Qui, dopo aver messo il ferito Malikov al sicuro, Joe nota un VTOL della resistenza cadere in città. Salvato l'equipaggio composto da Ellis, il pilota, Glenda, il tiratore scelto, e Martin, armato di carabina, viene portato da questi ultimi dal loro capo, Charlie Tent, che ha trovato Malikov malato. Joe, per semplificare il viaggio e per salvare il vecchio dottore, stringe un patto con Charlie: Capelli avrebbe aiutato i sopravvissuti a distruggere un trasporto Chimera per ottenere il nucleo energetico atto a riparare il VTOL, mentre Charlie avrebbe curato Malikov e portato i due a New York.
Completata la missione, il gruppo, composto da Capelli, Malikov, Charlie ed Ellis parte.

### Mt. Pleasant (PA)
Durante il viaggio, Capelli ha un incubo che lo induce a credere che la sua famiglia sia in pericolo; ordina, quindi, a Charlie di andare a Baxter Springs, una cittadina in cui i superstiti di Haven si sono rifugiati, ma, proprio in quell'istante, il VTOL viene attaccato da un trasporto Chimera. Durante l'attacco, Joe viene sbalzato fuori e cade nel bosco sottostante. Charlie fa sbarcare anche Malikov e se ne va, promettendo a Capelli che sarebbe andato dalla sua famiglia. Ricongiuntosi con lo scienziato, Joe raggiunge il paesino infestato di Mt. Pleasant, dove trova una comunità guidata dalla moglie del pastore locale. La donna gli chiede di salvare il marito, partito per le miniere ad uccidere un enorme Chimera selvaggio chiamato dai locali Satana. Il protagonista è costretto a cercare il reverendo, perché è l'unico in grado di riparare la locomotiva a vapore della città con cui può raggiungere rapidamente la meta. Salvato, infine, il pastore ed uccisa la bestia, Capelli e Malikov partono in treno alla volta di New York.
Durante il viaggio, però, vengono attaccati da una banda di predoni umani, tutti ex-detenuti. Evasi dopo il crollo della civiltà e capitanati da un folle ex-SRPA di nome Mick Cutler, si sono dati al brigantaggio, razziando le zone circostanti al loro quartier generale (la prigione di Graterford). Durante il viaggio, il treno perde numerosi vagoni. In seguito al deragliamento del treno causato dallo scontro con un enorme Vedovizzatore Chimera, che si muoveva in branco insieme a molti suoi simili, Capelli si risveglia bloccato ed è costretto ad assistere impotente al brutale omicidio di Malikov da parte di Cutler il quale, con un calcio, fa perdere i sensi a Joe per poterlo catturare.

### Ex prigione di Graterford (PA)
Capelli si ritrova all'interno di un'arena, armato solamente di un grosso martello, dove viene costretto a combattere come un gladiatore contro Grim, Sanguisughe ed altri detenuti umani. In seguito, viene fatto evadere da Herbert, ex braccio destro di Cutler, con il quale disattiva il sistema difensivo anti-Chimera ideato dagli ex-detenuti. Questo richiama i Chimera, che attaccano in massa il complesso penitenziario; approfittando del caos, Joe vendica Malikov uccidendo Cutler, e fa scappare le altre persone imprigionate dai crudeli ex-detenuti che vengono uccisi quasi tutti dai Chimera. Il protagonista, dopo essersi congedato da Herbert, augurandogli di sopravvivere, si muove quindi in direzione di New York.

### New York (NY)
Stremato dal lungo e sempre più faticoso viaggio, Capelli raggiunge la città ormai completamente congelata e, trovata una radio, lancia un ultimo saluto alla moglie e al figlio prima di imbarcarsi verso la sua (apparentemente) ultima impresa.
Fattosi strada tra fortezze Chimera e sopravvivendo a violentissimi scontri tra i Chimera militari e quelli selvaggi, Joe arriva in prossimità della torre, ma viene sopraffatto dall'esercito nemico, composto da numerosi Golia ed Erranti. In extremis, viene salvato da Charlie e dal suo VTOL, mandati lì dalla moglie Susan per riportare a casa il marito.
Ma Capelli sa che deve distruggere quella torre; così, avvistato un Terraformante vicino alla torre, convince Charlie a salire lassù per manometterlo e farlo precipitare sulla torre. Arrivati all'interno del velivolo, i due vengono separati da una barriera energetica, obbligando Joe a distruggere il nucleo da solo. Completata la missione, il protagonista viene nuovamente salvato da Charlie ed insieme volano via col VTOL, mentre la torre ed il suo passaggio spaziotemporale vengono distrutti, arrestando così il congelamento del pianeta.

### Finale
Joe finalmente si ricongiunge con la moglie ed il figlio, e, durante i titoli di coda, si sentono messaggi radio dei combattenti di tutto il mondo che annunciano grandi vittorie contro gli alieni e, contemporaneamente, vengono mostrate foto ottimistiche nelle quali si vedono: l'America che viene liberata dagli invasori, NY mentre viene ricostruita,  la chiesa di Mt. Pleasant mentre viene riaperta, e la famiglia Capelli che va ad omaggiare la tomba di Malikov nell'enorme cimitero per le vittime della guerra intitolato a Nathan Hale. Tutto ciò fa capire che l'umanità passerà al contrattacco e vincerà la guerra, sconfiggendo i Chimera che, fino a quel momento, tenevano in scacco gli ultimi umani.

## Modalità di gioco
Il gioco mantiene le stesse meccaniche del suo predecessore, anche se con numerose modifiche. La possibilità di portare più di due armi ritorna in questo capitolo come nel primo capitolo, cosa che non era presente in Resistance 2. Vi sono anche nuovi oggetti con cui interagire, come impianti chimera che esplodono se vengono colpiti. Il gioco vedrà una miscela di armi vecchie e nuove, riportando per esempio il Bullseye, la magnum, il Rossmore, l'Auger, il Marksman e la carabina. Armi non presenti nei precedenti capitoli sono il Mutator, che spara nebbia biologica in grado di far esplodere i nemici, un fucile da cecchino molto potente, ed anche una granata che spara chiodi quando esplode (molto simile alla granata riccio presente nei capitoli precedenti). Tutte le armi sono potenziabili e diventano più potenti se usate.
Il gioco è compatibile con il PlayStation Move e con il sistema 3D.

### Multiplayer
Il multiplayer di Resistance 3 ha un massimo di 16 giocatori e una nuova modalità deathmatch con obiettivi. Inoltre, ha un sistema di progressione del personaggio personalizzabile, e la possibilità di spendere i punti guadagnati per potenziare il personaggio. Infatti, gli sviluppatori hanno deciso di dare la possibilità di creare uno stile di gioco unico, offrendo un vasto arsenale di potenziamenti e abilità per rendere il proprio personaggio diverso da tutti gli altri. È presente anche una modalità cooperativa dove i giocatori possono giocare la campagna insieme. Le mappe multiplayer sono ambientate in tutto il mondo, come la prigione di Fort-Lamy nel Ciad, in Africa. Alcune di queste mappe sono incluse nella modalità storia.
Il 28 marzo 2014 Sony ha deciso di chiudere tutti i server con l'apposita eliminazione di tutti i DLC riguardanti il multiplayer e il pass online PSN tramite il Playstation store.

## Patch
Aggiornamento 1.01:
Abilitato il multiplayer nel gioco.
Aggiornamento 1.02:
Risolve molti crash e freeze della consolle, insieme a una riduzione notevole di lag, un aumento di stabilità del frame rate nelle partite multiplayer e corretto un problema che faceva disconnettere la consolle dal server di gioco.
Non si potrà più entrare nelle partite multiplayer con un tempo rimanente troppo basso.
Aggiornamento 1.03: (20/09/2011)
Elimina tutti i problemi di framerate e lag riscontrati dal lancio fino al rilascio della seconda patch.

## Global Resistance
Insomniac ha pubblicato un browser game chiamato Global Resistance, accessibile tramite Facebook o account PSN. Si tratta di uno strategico online con dinamiche simili a Risiko e permette di sbloccare contenuti aggiuntivi per Resistance 3. Il gioco è raggiungibile all'indirizzo http://myresistance.net/global.

## Differenze dal predecessore
Rispetto al secondo capitolo della saga, in Resistance 3 la salute del protagonista non si rigenererà automaticamente aspettando solo pochi secondi: sarà possibile ricaricarla con i medikit (nel secondo capitolo della saga il protagonista Nathan Hale era infettato dal virus chimera, e per questo riusciva a far ricaricare la sua salute, mentre Joseph Capelli, protagonista di Resistance 3, è stato infettato dal virus chimera, ma grazie ad un vaccino sintetizzato da una proteina nel sangue di Hale, ora egli è guarito). Vi saranno nuove armi, oltre alle vecchie (Bullseye, carabina, auger) e nuove chimera. In Resistance 3 vi sarà un aumento della violenza e del sangue presente, come si evince da alcune demo.
Il gioco per la prima volta introdurrà il Pass Online PSN.

## Sviluppo
Le prime indiscrezioni sull'arrivo di un terzo capitolo della saga di Resistance risalgono all'ottobre del 2009, con la comparsa di un tabellone pubblicitario dedicato al gioco sul set del film World Invasion, anch'esso prodotto dalla Sony. L'insegna pubblicitaria è visibile nel terzo trailer del lungometraggio. Tuttavia, in un'intervista per IGN è stato chiarito da Insomniac che non fosse ancora in programma alcun annuncio in merito.
Nel novembre del 2009, un gruppo di utenti ha notato che un artista chiamato Ben Mauro aveva inserito sul suo profilo LinkedIn un'esperienza di lavoro di tre mesi presso Insomniac, relativa a due videogiochi rinominati "RCF2" e "R3": presumibilmente, Ratchet & Clank: A Crack in Time e Resistance 3. Ad alimentare ulteriormente le voci secondo cui uno dei due titoli fosse il nuovo FPS di Insomniac, la dicitura R3 è scomparsa dal profilo dell'artista dopo le prime domande all'azienda. Quest'ultima, come svelato successivamente, aveva già iniziato lo sviluppo del terzo capitolo della saga, ma non era ancora intenzionata a rilasciare dichiarazioni al pubblico. Al tempo, infatti, lo studio si trovava all'inizio di una nuova fase e qualche mese dopo avrebbe ufficializzato l'inizio della collaborazione con Electronic Arts per la pubblicazione di un titolo multipiattaforma, che si sarebbe poi rivelato essere Fuse.
Il 12 agosto del 2010, Insomniac ha annunciato con un post su Twitter lo sviluppo in contemporanea di Resistance 3 e Ratchet & Clank: All 4 One, mostrando un trailer di entrambi i progetti il 17 agosto, in occasione della PlayStation Press Conference al Gamescom. I primi filmati rivelavano che il gioco avrebbe seguito le vicende di Joseph Capelli - uno dei compagni di squadra del protagonista nel precedente capitolo - quattro anni dopo gli eventi di Resistance 2, in un'America ormai piegata dalla forza dei Chimera. Marcus Smith, nuovo direttore creativo per il titolo, ha dichiarato che l'intenzione dello studio fosse quella di abbandonare l'intensità e la velocità di Resistance 2 in favore di un ritorno alle meccaniche più classiche del primo capitolo della saga, tra cui la disponibilità di un inventario per le armi e la necessità di rigenerare la vita tramite i medikit.
Nel corso del 2011, James Stevenson - community manager di Insomniac - ha reso noto che seguendo l'esempio di Killzone 3, l'altro sparatutto di punta della line-up PlayStation, anche l'ultimo capitolo di Resistance avrebbe supportato il 3D stereoscopico, il PlayStation Move e lo Sharp Shooter (accessorio che permette di utilizzare il controller Move in una scocca che ricalca un fucile d'assalto).

## Accoglienza
Le seguenti recensioni partono da un minimo di 0 fino ad un massimo di 10:
- eurogamer: 8;  Resistance 3 | Eurogamer.it
- everyeye: 8.5;  Recensione Resistance 3 - Everyeye.it
- gamesurf: 8.5;  Resistance 3 - Recensione PS3 | Gamesurf.it
- games.it: 8.5;  Resistance 3 - Recensione
- z-giochi: 8.5;  Resistance 3 - Recensione
- buddhagaming: 8.6;  Resistance 3 Recensione
- spaziogames: 8.6;   Archiviato il 24 settembre 2011 in Internet Archive.
- multiplayer.it: 8.7;  Resistance 3 - Recensione - PS3 - 93101 - Multiplayer.it
- gamesnation: 9.1.  Recensione Resistance 3 - GamesNation

La rivista PlayGeneration diede al gioco un punteggio di 91/100, apprezzando che alcune fasi di gioco univano spettacolarità e originalità e la ottima modalità cooperativa e come contro la determinate situazioni già vissute in passato e la IA nemica non sempre impeccabile, finendo per trovarlo decisamente il miglior capitolo della serie, appassionante e discretamente longevo, pur con qualche leggera caduta di ritmo.
Dal punto di vista commerciale Resistance 3 si è dimostrato un insuccesso, vendendo solo 180.000 copie nel primo mese sul mercato nordamericano contro le 385.000 del capitolo precedente. Sebbene in Europa il titolo sia stato accolto con più entusiasmo, debuttando al quarto posto nelle classifiche di vendita britanniche e mantenendosi nella top 10 per più settimane, il ritorno economico poco convincente ha decretato l'abbandono della saga da parte di Insomniac e la perdita di interesse di Sony nel mandare avanti il franchise. Nel gennaio del 2012, Ted Price confermò che il team di sviluppo non avrebbe più lavorato alla serie: lo spin-off Resistance: Burning Skies, ultimo capitolo mai prodotto, verrà infatti affidato a Nihilistic Software.

## Beta online
Prima dell'uscita del gioco è stata resa disponibile a tutti gli utenti PlayStation Plus europei, al contrario degli USA dove è stata resa disponibile una settimana prima solo per chi una beta per il comparto multiplayer online del gioco, che comprendeva solo alcune delle mappe, armi e skin dei personaggi del prodotto finale.
Tutte le migliorie della beta sono state apportate nella versione finale del gioco con l'aggiornamento 1.01.
La beta è stata sospesa il 5 settembre 2011, cioè il giorno prima del lancio negli USA.

## Survivor Edition
Il gioco è stato venduto in un'edizione limitata denominata Survivor Edition contenente oltre al gioco una custodia speciale in metallo, il disco blu-ray del videogioco con effetto vinile, la borsa di Joseph Capelli, la borraccia con il logo della SRPA, le carte da gioco della SRPA, il diario di Joseph Capelli, dei soldatini, una sagoma bersaglio raffigurante Chimera ed un DLC che comprendeva il costume di Nathan Hale infetto, la granata Air Fuel, un titolo esclusivo per multigiocatore "Sentinella", il costume dei Black Ops della SRPA ed il booster per la modalità multigiocatore.

## Sequel
Marcus Smith, il direttore creativo di Resistance 3, ha rivelato che il prossimo Resistance sarà sviluppato da uno sviluppatore della Sony.
Il seguito è stato però cancellato da Sony, affermando che vi fosse un numero troppo elevato di giochi ad ambientazione post-apocalittica nella line-up PlayStation.